# 利亞·米蘭路夫
利亞·米蘭路夫；1992年2月19日—）是一位保加利亞足球運動員，在場上的位置是後衛。他現在效力於保加利亞足球甲級聯賽球隊利特克斯足球俱樂部。他的雙胞胎兄弟喬治·米蘭路夫也是一位足球運動員。